# Morfologija (biologija)
Morfologija (grčki μορφή, morphé = obličje, oblik i λόγος, lógos = riječ, učenje) je i grana biologije koja proučava oblik i građu biljnih i životinjskih organizama. Dijeli se na anatomiju, histologiju (proučavanje tkiva) i citologiju (proučava stanice), a povezana je i s embriologijom koja proučava razvitak zametka, teratologijom koja proučava anomalije u tom razvitku, te patološkom anatonomijom i histologijom, koje opisuju patološke promjene organskih, odnosno tkivnih struktura. Morfologija je dala dragocjene doprinose znanosti o evoluciji.
U biologiji, ona sadrži i klasificiranje organizama na temelju oblika organizama i njihove promjene tijekom razvoja. Na taj način, morfologija daje osnovu za sistematiku i znanost o evoluciji (vidi filogenezu).
Morfologija se dijeli na:
- Usporednu morfologiju, koja prepoznavanjem određenih temeljnih uzoraka i obilježja u raznovrsnosti oblika jedinki nekog organizma izvodi njihovu klasifikaciju pomoću karakterističnih obilježja.
- Cilj funkcionalne morfologije je istraživanje pojedinih struktura obzirom na određene funkcije koje imaju u organizmu. Istraživanje se pri tome koncentrira na pojedine elemente organizma koji su bitni za određenu funkciju. Pri tome se jedna struktura smatra specijalizacijom za određenu funkciju (prilagođenost organizma vlastitom načinu života).
- Eksperimentalna morfologija istražuje razvoj jednog organizma. Pri tome se u eksperimentu mijenjaju uvjeti okoline kako bi se promatralo prilagođavanje organizma promjenama.

Pogledati i:
- Habitus
- Anatomija
- Histologija
- Teorija evolucije